# 宜蘭美術館
宜蘭美術館是位於台灣宜蘭縣宜蘭市的公立美術館，隸屬於宜蘭縣政府文化局。其館舍為原臺灣銀行宜蘭分行之舊行舍，位處宜蘭舊城中心地帶。

## 歷史
台灣銀行宜蘭出張所設立於1898年，1906年因位於東門街舊址空間過於狹隘，重新擇定南門現址，基地緊鄰城垣並以新樣式興建。1928年奉總行令，宜蘭出張所正式升格為「台灣銀行宜蘭支店」。
1936年由於台銀面前的道路已不敷使用需求，為配合新市區改正計畫的施行，於是進行道路拓寬的工程。台銀宜蘭支店建築由於突出於計畫道路之內，因此進行正立面拆除改建工事。其外觀上明顯的變動包括了原有的山牆入口門廊全部消失，屋頂的兩個老虎窗也移除，增添了正脊上的中央尖塔 。入口立面變成了不對稱的形式，主入口向南遷移，形成左邊四個開窗，右邊二個開窗的形式。
民國38年（1949）間，計畫進行重建，於是委託台灣省政府建設廳公共工程局進行規劃設計，並施工。工程於民國38年（1949）12月1日落成，並由時任台銀董事長嚴家淦立牌紀念，也開始了台銀宜蘭分行六十多年來的歲月。
台灣銀行宜蘭分行歷史建築位於宜蘭市區舊城南路中心點上（現舊城東、西、南、北路即圓形之舊宜蘭城護城河所在），台灣銀行宜蘭分行除是少數留存的戰後代表性建築外，其自明述說著殖民統治機關中心位置，也是城外行政區間與城內傳統街市空間的轉介點，其歷史地理位置的重要價值仍不可忽視。
尤其拾幾年來宜蘭縣持續推動並整備、串連舊城南路上之文化資產，現已形成帶狀的「蘭城新月」文化廊帶，並透過文化場所的活化經營振興著舊城的文化。在宜蘭火車站沿著舊城南路至宜蘭河的「蘭城新月」文化廊帶上，有經修復再利用為宜蘭行口的鐵路舊倉庫、再利用為來往台北之客運車站的鐵路工場、再利用為旅遊導覽站的舊米穀檢查所、宜蘭演藝廳、再利用為地方工藝坊的宜蘭監獄門廳、再利用為宜蘭設治紀念館的舊縣長公館、再利用現為音樂館的舊農校校長宿舍、再利用為日式餐廳的舊主秘公館等歷史建築群及宜蘭酒廠等，正為宜蘭舊城的文化說著在地的故事。
位居「蘭城新月」文化廊帶中心點的台灣銀行宜蘭分行歷史建築，見證與述說著宜蘭城市在不同時代的文化與歷史，故在民國91-92年宜蘭文化局即著手進行歷史建築的調查研究及再利用規劃，經過多次與藝文界、公私部門、所有權人等的討論後，在大家的共識下「台灣銀行宜蘭分行歷史建築」規劃作為「宜蘭縣立美術館」，此活化案並獲台灣銀行同意於新館建設完成後，將舊館交宜蘭縣政府文化局經營與管理。台灣銀行宜蘭分行歷史建築進行修復及再利用規劃設計為「宜蘭美術館」，成為「蘭城新月」上最重要的「明珠」。

## 外部連結
- 宜蘭美術館官方網站（页面存档备份，存于）
- 台灣銀行宜蘭分行——文化部文化資產局（页面存档备份，存于）